# Sombrero calañés

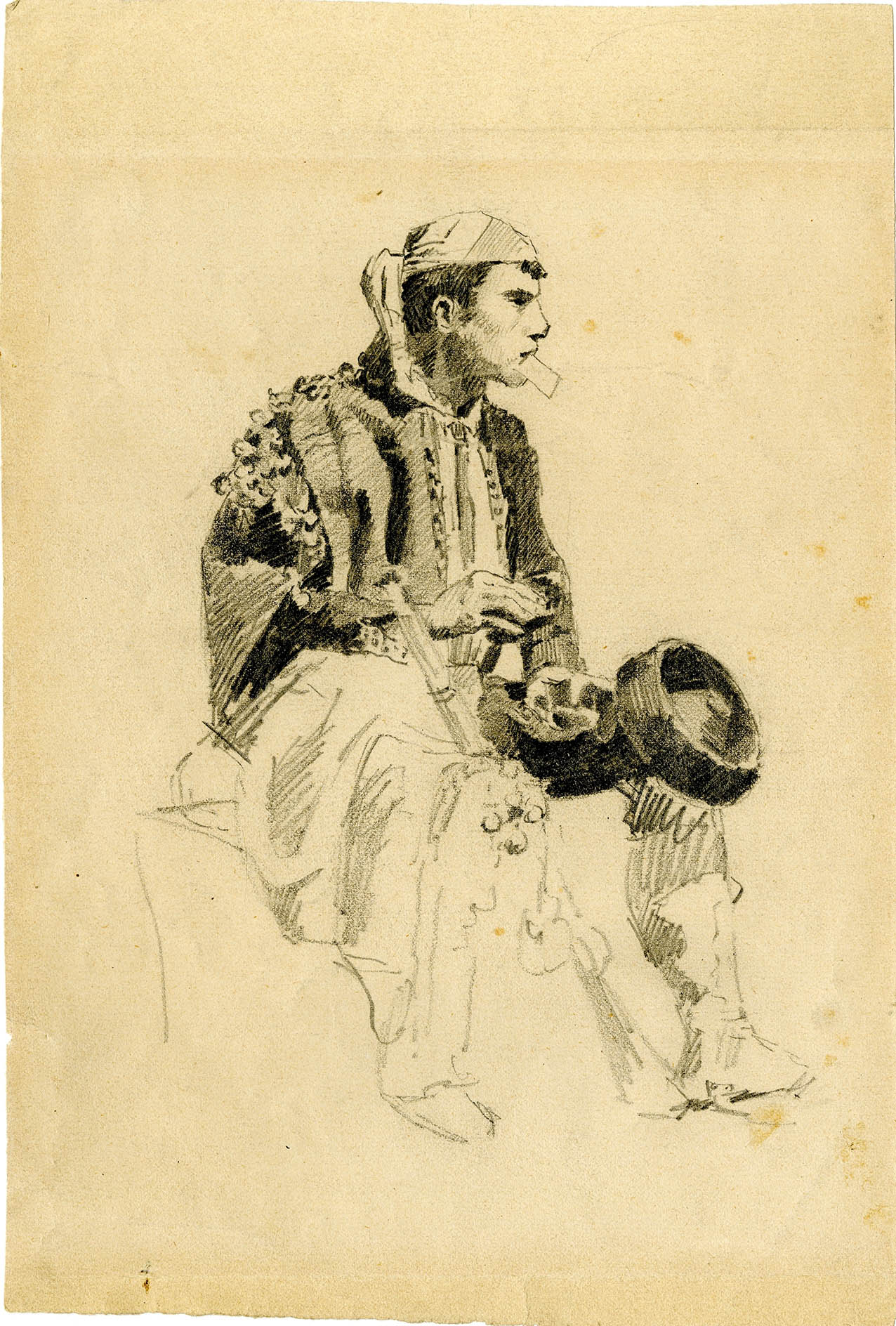
Un bandolero con un sombrero calañés en la mano.

Sombrero calañés o sombrero de Calañas es un sombrero tradicional fabricado en el municipio de Calañas, en la provincia de Huelva (Andalucía, España). En ocasiones, al sombrero calañés se le denomina sombrero castoreño, por estar confeccionado con fieltro realizado con pelo de castor o similar.

## Descripción
Se trata de un sombrero de copa cónica baja y ala vuelta hacia arriba formando un canuto, con una guarnición en la punta de la copa y en un lado del ala. El sombrero calañés es un sombrero horma pequeña que se ajusta con una cinta y se lleva inclinado hacia un lado de la cabeza. Más que práctico es un sombrero decorativo. 
También se conoce como sombrero calañés a un sombrero de copa cónica truncada no muy alta y ala vuelta hacia arriba formando un canuto. Este último es similar al sombrero de catite salvo en detalles de su forma y proporciones y suele llevar una guarnición de flecos o caireles sujetos a la parte de arriba de la copa y que caen hacia un lado del sombrero. Ambas tipologías pueden llevarse sobre un pañuelo atado en la nuca que cubre la cabeza.